# فرانسیسکو دو ساند
فرانسیسکو دو ساند پیکن (انگلیسی: Francisco de Sande؛ ۱۵۴۰ – ۱۲ سپتامبر ۱۶۰۲ (۶۱−۶۲ سال)) attorney، حقوقدان، auditor، فرمانده استعمار اهل اسپانیا بود. سومین فرماندار اسپانیایی و فرماندار کل فیلیپین از ۲۵ اوت ۱۵۷۵ تا آوریل ۱۵۸۰ بود.